# Simão da Costa Pessoa
Simão da Costa Pessoa (Vinhais, 15 de Setembro de 1789 — Braga, 20 de Setembro de 1848), 1.º barão, 1.º visconde e 1.º conde de Vinhais, foi um oficial de Cavalaria do Exército Português, onde atingiu o posto de brigadeiro, que se distinguiu na Guerra Civil Portuguesa e durante a Patuleia.

## Biografia
Nasceu em Vinhais, filho do tenente de cavalaria José da Costa Pessoa e de sua mulher, Josefa Francisca Xavier de Morais Sarmento, uma família da aristocracia local com uma longa e distinta tradição militar.
Promovido a alferes de Cavalaria a 20 de Setembro de 1808, passou a tenente a 5 de Março de 1812, tendo com este posto participado com distinção nas campanhas da Guerra Peninsular. Com o termo daquele conflito, foi promovido a capitão a 12 de Outubro de 1815.
Aderiu ao campo do liberalismo, razão pela qual em 1828, na sequência da Belfastada, foi obrigado a exilar-se para Inglaterra, e depois em França (Fev. 1829) com su irmão Manoel (Vinhais, 1795-1873).
Foi um dos emigrados liberais que se congregaram nos Açores na fase inicial da Guerra Civil Portuguesa. Partindo de Ponta Delgada, participou no Desembarque do Mindelo e no Cerco do Porto. Promovido a major em 6 de Agosto de 1832 e a tenente-coronel em 25 de Julho de 1833, passou a coronel, por distinção, em 6 de Fevereiro de 1834, como prémio pelo seu desempenho no Combate de Pernes.
Terminada a Guerra Civil, foi nomeado comandante de uma brigada de Cavalaria e Governador das Armas de Minho e Trás os Montes. Com a intervenção portuguesa na Primeira Guerra Carlista, de 1835 a 1837, foi nomeado comandante da Cavalaria da Divisão Auxiliar a Espanha.
No regresso a Portugal passou a brigadeiro graduado em 8 de Agosto 1837 e foi encarregue do comando das forças que combateram o movimento guerrilheiro encabeçado por José Joaquim de Sousa Reis, o Remexido, que então actuava no sul de Portugal, com destaque para o Algarve. Por decreto de 17 de Julho de 1840 foi-lhe concedido o título de barão de Vinhais, sendo elevado a 1.º visconde de Vinhais por decreto de 10 de Março de 1842.
Tendo passado a brigadeiro efectivo a 2 de Junho de 1845, voltou a distinguir-se durante a Revolta da Maria da Fonte e as lutas da Patuleia, tendo acção determinante no recontro do Alto do Viso, ocorrido a 1 de Maio de 1847, e na consequente derrota das forças comandadas por Bernardo de Sá Nogueira de Figueiredo, Marquês de Sá da Bandeira. Entretanto fora elevado a 1.º conde de Vinhais por decreto de 20 de Janeiro de 1847.
Era grã-cruz da Ordem de Isabel, a Católica, de Espanha, comendador da Ordem da Torre e Espada e comendador da Ordem de Avis. Foi condecorado com a Medalha n.º 22 da Guerra Peninsular e com a Cruz de São Fernando de 1.ª classe.